# 1975 en Colombie-Britannique
Chronologie de la Colombie-Britannique
- 1971
- 1972
- 1973
- 1974
- 1975
- 1976
- 1977
- 1978
- 1979

Cette page concerne des événements qui se sont produits durant l'année 1975 dans la province canadienne de Colombie-Britannique.

## Politique
- Premier ministre : Dave Barrett puis Bill Bennett.
- Chef de l'Opposition :  Bill Bennett du Parti Crédit social de la Colombie-Britannique puis William Stewart King du Nouveau Parti démocratique de la Colombie-Britannique
- Lieutenant-gouverneur : Walter Stewart Owen
- Législature :

## Événements

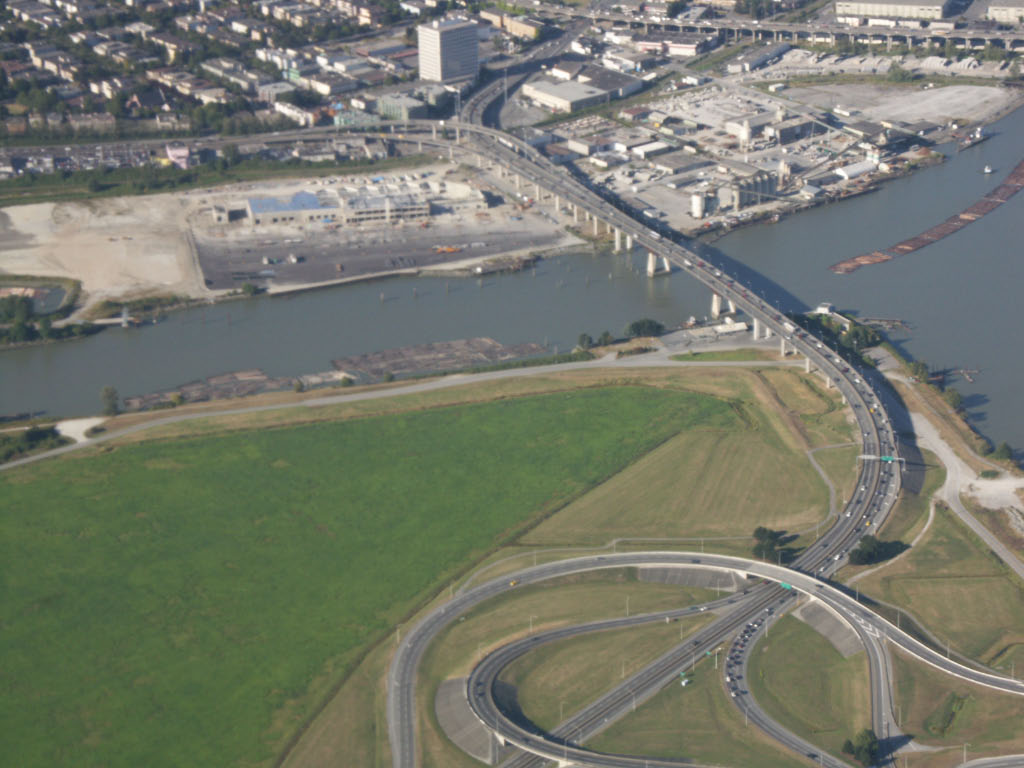
Pont Arthur-Laing

- Mise en service du Pont Arthur-Laing, pont autoroutier en poutre de 1676 mètres de long  à Richmond[1].

## Naissances
- 15 février : Sébastien Bordeleau, joueur de hockey sur glace.

- 6 mars  à Sidney, sur l’Île de Vancouver : Patrick deWitt,  écrivain et scénariste canadien.

- 17 mars à Smithers: Gina Holden, actrice canadienne.

- 24 avril à Victoria : Devon Larratt, aussi connu sous le surnom « No limits », compétiteur de bras de fer  sportif professionnel canadien.

- 12 août à Smithers : Dean Brody, musicien de Country.

- 9 septembre à Burnaby : Michael Bublé,  chanteur canadien d'origine italienne de pop, de soul et surtout de jazz, mais aussi un acteur. Il possède la double citoyenneté canadienne et italienne depuis 2005.

- 13 septembre à Port Alberni : Scott Vickaryous, acteur canadien.